# Люботино
Люботино — упразднённое село в Айыртауском районе Северо-Казахстанской области Республики Казахстана. Входило в состав Украинского сельского округа. Ликвидировано в 1998 году.

## Население
По переписи 1989 года в селе проживало 29 человек. Национальный состав: украинцы — 55 %, русские — 24 %.

## Уроженцы
- Пётр Дмитриевич Литвинов — участник Великой Отечественной войны, Герой Советского Союза.